# Tsagaannuur (distrikt i Mongoliet, Chövsgöl)
Tsagaannuur (mongoliska: Цагааннуур Сум, Цагааннуур, Tsagaannuur Sum) är ett distrikt i Mongoliet.   Det ligger i provinsen Chövsgöl, i den nordvästra delen av landet, 600 km nordväst om huvudstaden Ulaanbaatar.